# (48609) 1995 DE14
1995 دي إي 14 (ويعرف أيضًا باسم (48609) 1995 دي إي 14 وفق تسمية الكوكب الصغير) (بالإنجليزية: 1995 DE14)‏ هو كويكب ضمن حزام الكويكبات؛ وترتيبه 48609 من حيث الاكتشاف.
اكتُشف هذا الجُرم الفلكي بواسطة هيروشي كانيدا في 19 فبراير 1995.

## وصلات خارجية
- (48609) 1995 DE14 في قاعدة بيانات مختبر الدفع النفاث لأجرام النظام الشمسي الصغيرة

- الاكتشاف · مخطط المدار ·  العناصر المدارية · المعلمات المادية

- (48609) 1995 DE14 على موقع ويكي سكاي: DSS2, SDSS, GALEX, IRAS, Hydrogen α, X-Ray, Astrophoto, Sky Map, Articles and images